# Perestroika
Perestroika (do russo: перестройка, literalmente "reconstrução" ou "reestruturação") foi, em conjunto com a Glasnost, uma das políticas introduzidas na União Soviética por Mikhail Gorbachev, em 1986.
A palavra perestroika, que literalmente significa reconstrução, recebeu a conotação de reestruturação (abertura) econômica. Gorbachev percebeu que a economia da União Soviética estava se deteriorando e sentiu que o sistema socialista, com a economia centralmente planificada, necessitava de uma reforma, e isto seria realizado pela perestroika. Uma chave principal da perestroika era reduzir a parcela do orçamento da União Soviética destinada à defesa e, para fazer isso, Gorbachev sentiu que a União Soviética deveria: desocupar o Afeganistão, negociar com os Estados Unidos a redução de armamentos nucleares (Corrida armamentista) e o abandono da possibilidade de interferência nos países comunistas da Cortina de Ferro (a Doutrina Brejnev).
Entre as medidas aprovadas com a Perestroika estavam a Lei sobre atividade individual, de 1986, a Lei sobre empresa estatal, de 1987, a Lei sobre as Cooperativas, de 1988, e o Decreto sobre Atividade de Comércio Exterior do Estado, da Cooperativa e outras Empresas, de dezembro de 1988. A aprovação da Lei das Cooperativas em 1988 e o Decreto que liberalizou o comércio exterior em fins de 1988 levou a  autorização de importação de produtos estrangeiros , o que levou a uma variação extrema de diversos fatores econômicos, que se fizeram sentir por todo o país.

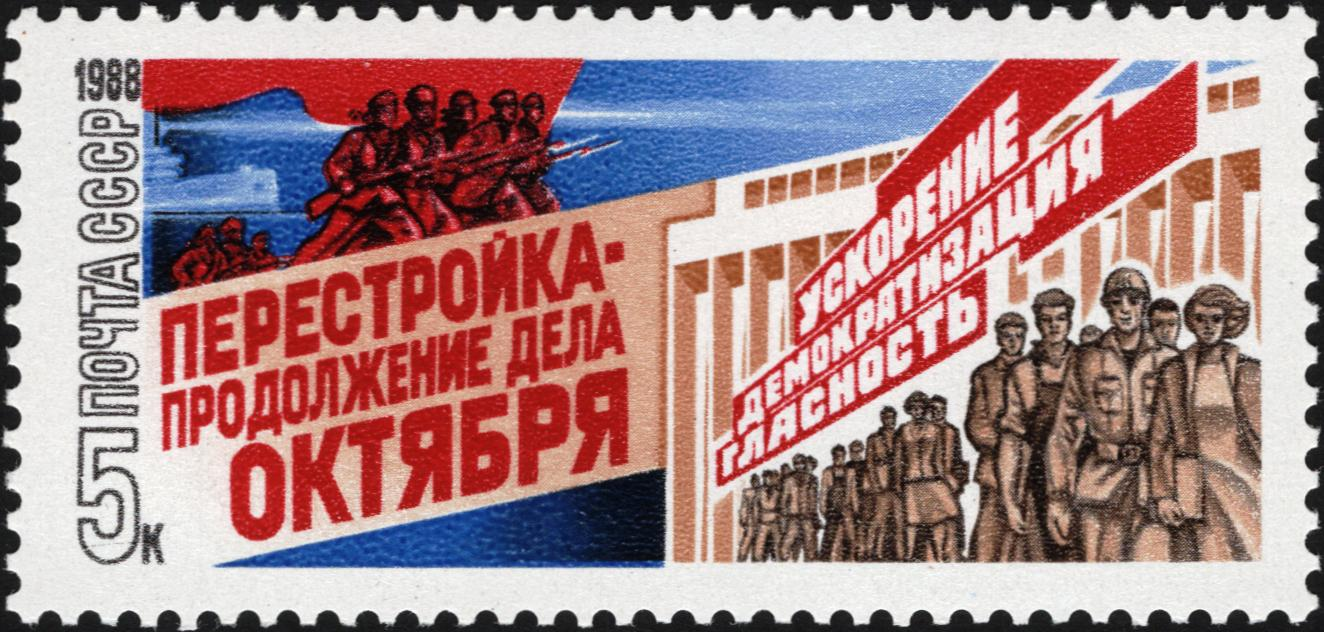
Selo soviético relaciona comemorações do Grande Outubro com a Perestoika e o Glasnost

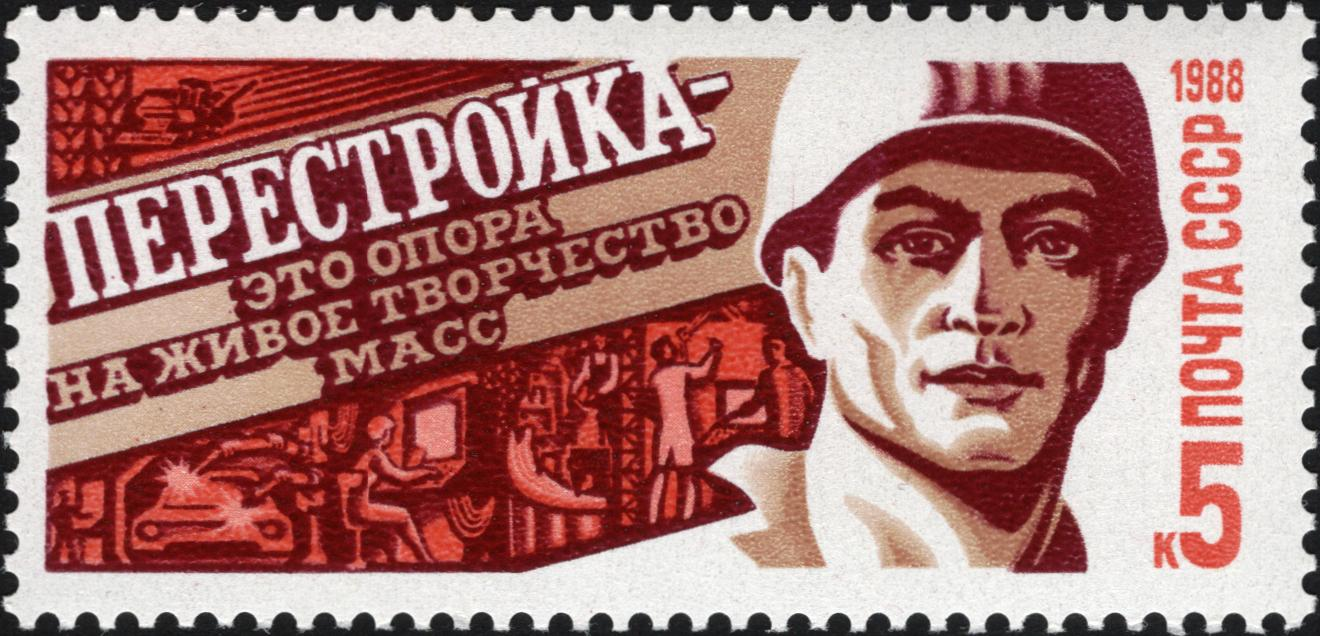
Neste outro, são mostradas as modernidades que a Rússia ganharia com este projeto

Em contraste às reformas econômicas da República Popular da China, a perestroika é largamente avaliada como tendo falhado em seu objetivo principal de reestruturar a economia soviética. As razões para o seu fracasso foram examinadas por muitos economistas e historiadores. Uma das razões citadas para esse fracasso foi o insucesso na promoção e criação de entidades económicas privadas e semi-privadas e a indisposição de Gorbachev em relação a uma reforma na agricultura soviética.
Outra possível razão seria a má-vontade dos altos oficiais do Partido Comunista da União Soviética (a linha dura) e da facção liberal apoiada pelos EUA e que tinha como principal líder Boris Yeltsin em aceitar as medidas da perestroika. Enquanto os primeiros não queriam mudanças, os últimos queriam que elas acontecessem mais rapidamente. Isso gerou forte oposição ao projeto da perestroika.
Contrariamente às reformas no Afeganistão, a perestroika não só falhou no propósito de trazer benefícios econômicos imediatos para a maioria das pessoas, mas o desmantelar da economia planejada criou o caos econômico, o que constituiu um fator importante para o colapso da União Soviética.
Com a sua implementação, a pobreza foi espalhada e os benefícios sociais removidos, como os subsídios e descontos fiscais. O programa fez com que os preços subissem, as taxas de juro aumentassem, os níveis recorde de novos impostos foram implementados, os benefícios fiscais à indústria foram cortados, e o sistema de saúde soviético desapareceu.
As alterações registadas na política externa contribuíram para extinguir a possibilidade de uma guerra, que temia-se, poder ter início na Europa e se alastrar por todo o mundo, e permitiu a dissolução do Bloco do Leste, reaproximando as duas Alemanhas numa única república.